# Nørre Næraa Kirke
Nørre Næraa Kirke er en kirke beliggende i landsbyen Nørre Næraa, ca. 12 km øst for Bogense, i Nørre Næraa Sogn i Nordfyns Kommune. Landsbyen er nævnt første gang 1282, mens den romanske kirke måske er omtalt 1304. 1555 blev det besluttet, at beboerne i Roerslev fremover skulle søge Nørre Nærå Kirke, da deres forhenværende sognekirke, Kørup Kirke, skulle nedrives. 1590 havde Nørre Nærå Kirke 44 tiendeydere.
Kirkeejer Rudolph Abraham Podebusk til Kørup søgte 1676 forgæves at få Nørre Nærå Kirke nedrevet, sådan at sognefolket fremover skulle søge Trefoldighedskirken ved Kørup, og bygningsmaterialerne så kunne bruges til at reparere og genåbne middelalderkirken i Agernæs (nedlagt 1601). Kirken lå til Kørup og efter herregården blev indlemmet i baroniet Einsidelsborg til dettes hovedgård, Egebjerggård, frem til overgangen til selveje 1. oktober 1925.
Kirken havde Nørre Højrup Kirke som anneks senest 1590 og indtil 1789, da kirken i stedet fik Bederslev Kirke som anneks.

## Bygning
Kirken er i sin kerne en romansk kvaderstensbygning med profileret sokkel, der endnu står i sin grundform med skib og smallere kor. Facaderne er imidlertid fornyede, blandt andet med større vinduer. Et blændet, romansk vindue kan ses på korets nordside. mens bygningens oprindelige detaljer stort set er forsvundet i dens indre.
I senmiddelalderen gennemførtes flere forandringer, alle i munkesten i munkeskifte. Den romanske bygnings vestende blev delvis indbygget i det tårn, der blev blev opført. Desuden blev der bygget et våbenhus (nedrevet 1853 og afløst af et nyt). Kirkens langvægge blev forhøjet med to skifter munkesten, givetvis i forbindelse med indsætningen af hvælv i kirken.
Kirken gennemgik en hårdhændet hovedrestarurering 1883-84, der har sat et kraftigt præg på bygningen. Alle kvaderstenene blev nedtaget og hugget til, hvorefter de blev genopsat med cementfuger. Samtidig blev der indsat ny, større vinduer i kirken. Endelig blev der indskudt en støbt sokkel under tårnet og trappehuset, og de blev pudset med en grov cementpuds, der fortsat skjuler deres oprindelige munkestensfacader. Ved arbejdernes afslutning blev der malet to indvielseskors i tårnrummet; begge er hjulkors med fligede korsender.

## Inventar
Kirkens middelalderlige inventar omfatter den enkle, romanske døbefont af såkaldt "Højbytype" og et røgelseskar, der nu er i Nationalmuseet (inv.nr. 748). Alterstagerne er sengotiske og det eneste bevarede inventar fra 1500-tallet. Kirkens ældste klokke blev støbt af Michael Trosschell, København, i 1609.
Altertavlen er tegnet af arkitekt H. G. Skovgaard 1937 til det ældre altermaleri, et arbejde der menes skænket af kirkeejer Joachim Godske Moltke. Det forestiller Kongernes Tilbedelse og er en god kopi efter et sandsynligvis sydnederlandsk, men uidentificeret 1600-talsbillede.
Store dele af inventaret er tilkommet under hovedistandsættelsen 1848, herunder den enkle prædikestol, stolestaderne og måske også salmenummertavlerne; stolestaderne er magen til dem, der blev indrettet i Krogsbølle Kirke. Alterskranken af støbejern er tegnet af arkitekt P. C. Monberg omkring 1875 og er af en type, man finder i talrige kirker på egnen, blandt andet Søndersø, Otterup og Bederslev.
En runesten fra 800-tallet er opsat foran triumfvæggen. Stenens indskrift lyder "Thormund, Hav gavn af kumlet!". Den er først omtalt 1684, hvor den lå på kirkegården. Hundrede år senere var den genbrugt i kirkediget, men blev flyttet ind i våbenhuset.

## Gravminder
I kirken er bevaret en romansk gravsten med processionskorsrelief, der nu ligger i plænen øst for våbenhuset. Desuden er der en velbevaret gravsten over sognepræst Christen Andersen og hustru Abelone fra o. 1606 med brystportræt af afdøde og latinsk indskrift, samt to skriftsten fra 1700-tallet.

## Eksterne kilder og henvisninger
- Nørre Nærå Kirke hos KortTilKirken.dk
- Nørre Nærå Kirke hos danmarkskirker.natmus.dk (Danmarks Kirker, Nationalmuseet)